# Международная земная система отсчёта
Международная земная система отсчёта (International Terrestrial Reference System, ITRS) — стандартная земная система отсчёта, принятая МАС в 1991 году. Началом отсчета является центр масс Земли (включая океан и атмосферу). Система вращается вместе с Землей и не является инерциальной. Ориентация осей определяется из наблюдений МСВЗ. Ось z является средней осью вращения Земли и направлена в опорный полюс (IRP — IERS Reference Pole). Ось x лежит в плоскости опорного меридиана (IRM — IERS Reference Meridian). Единицей длины является метр, шкалой времени — шкала TCG (Geocentric Coordinate Time — геоцентрическое координационное время). ITRS — набор договоренностей и основополагающих принципов построения земной системы отсчёта.
Практической реализацией ITRS является Международная опорная земная система отсчёта (International Terrestrial Reference Frame, ITRF).
На тех же теоретических положениях, что и ITRS, строятся и некоторые другие системы отсчёта, например, американская WGS 84 и российская ПЗ-90. Небольшие различия в параметрах этих систем при практических воплощениях могут быть объяснены различием в составе и объеме использованной измерительной информации и методическими различиями.